# Közönséges zengőlégy
A közönséges zengőlégy (Syrphus ribesii) a rovarok (Insecta) osztályának a kétszárnyúak (Diptera) rendjébe, ezen belül a légyalkatúak (Brachycera) alrendjébe és a zengőlégyfélék (Syrphidae) családjába tartozó faj.
A Syrphus légynem típusfaja.

## Előfordulása
A közönséges zengőlégy nagyon elterjedt és közönséges Európa területén.

## Megjelenése
Mint sok más Syrphus-faj esetében, a közönséges zengőlégy hímjének a szemei összeérnek a fej tetején, míg a nőstényének a szemei távolabb ülnek egymástól. Ennek a zengőlégynek az imágója igen hasonlít a rokon Syrphus vitripennis és Syrphus torvus fajokra. A nőstényt a S. vitripennistől a sárga lábai, míg a S. torvustól a szőrzet nélküli szemei különböztetik meg. A hímet is szemszőrzet nélküliség különbözteti meg a S. torvustól, viszont a S. vitripennisszel majdnem azonos; talán a legutolsó lábpáron levő fekete szőrök, valamint a szárnyainak tövében ülő, úgynevezett microtrichia szőröcskék képezik a megkülönböztető jeleket.

## Életmódja
A lárva valódi levéltetűfélékkel (Aphididae) táplálkozik.

## Képek

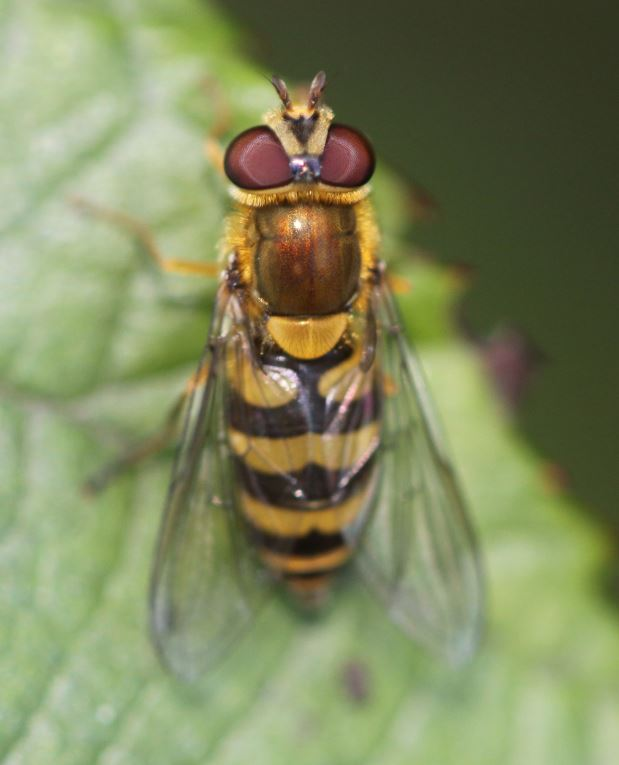
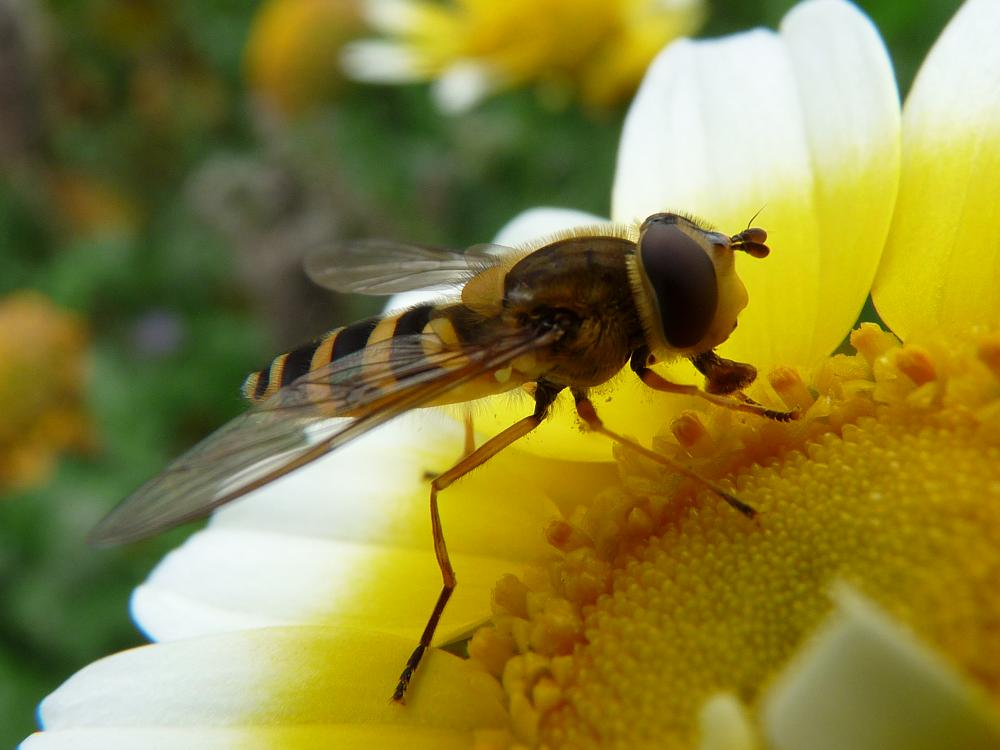
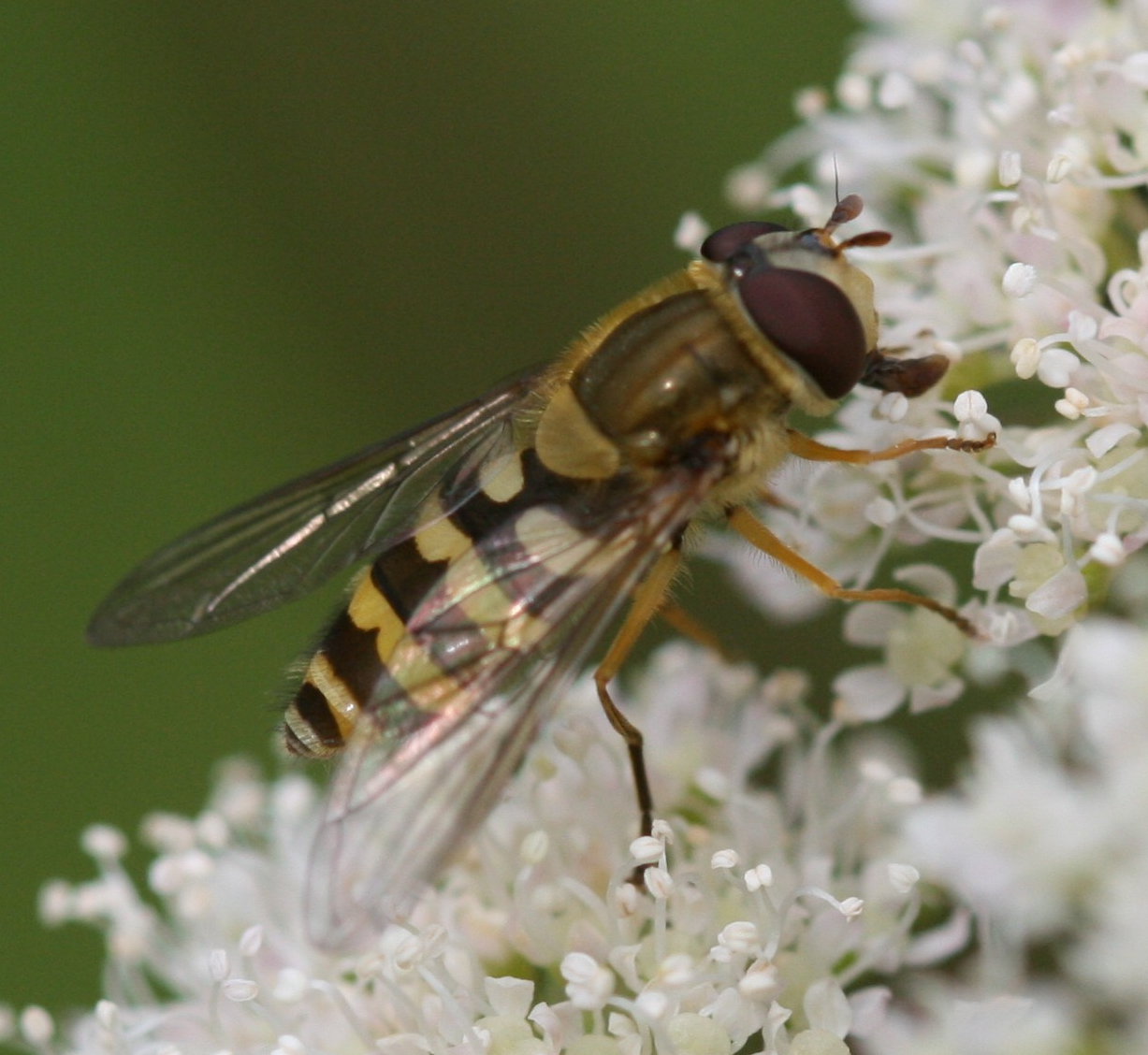

## Fordítás
- Ez a szócikk részben vagy egészben  a   Syrphus ribesii című angol Wikipédia-szócikk ezen változatának fordításán alapul.  Az eredeti cikk szerkesztőit annak laptörténete sorolja fel. Ez a jelzés csupán a megfogalmazás eredetét és a szerzői jogokat jelzi, nem szolgál a cikkben szereplő információk forrásmegjelöléseként.